# Amblyjoppa varipes
Amblyjoppa varipes là một loài tò vò trong họ Ichneumonidae.